# Sheffield Manor

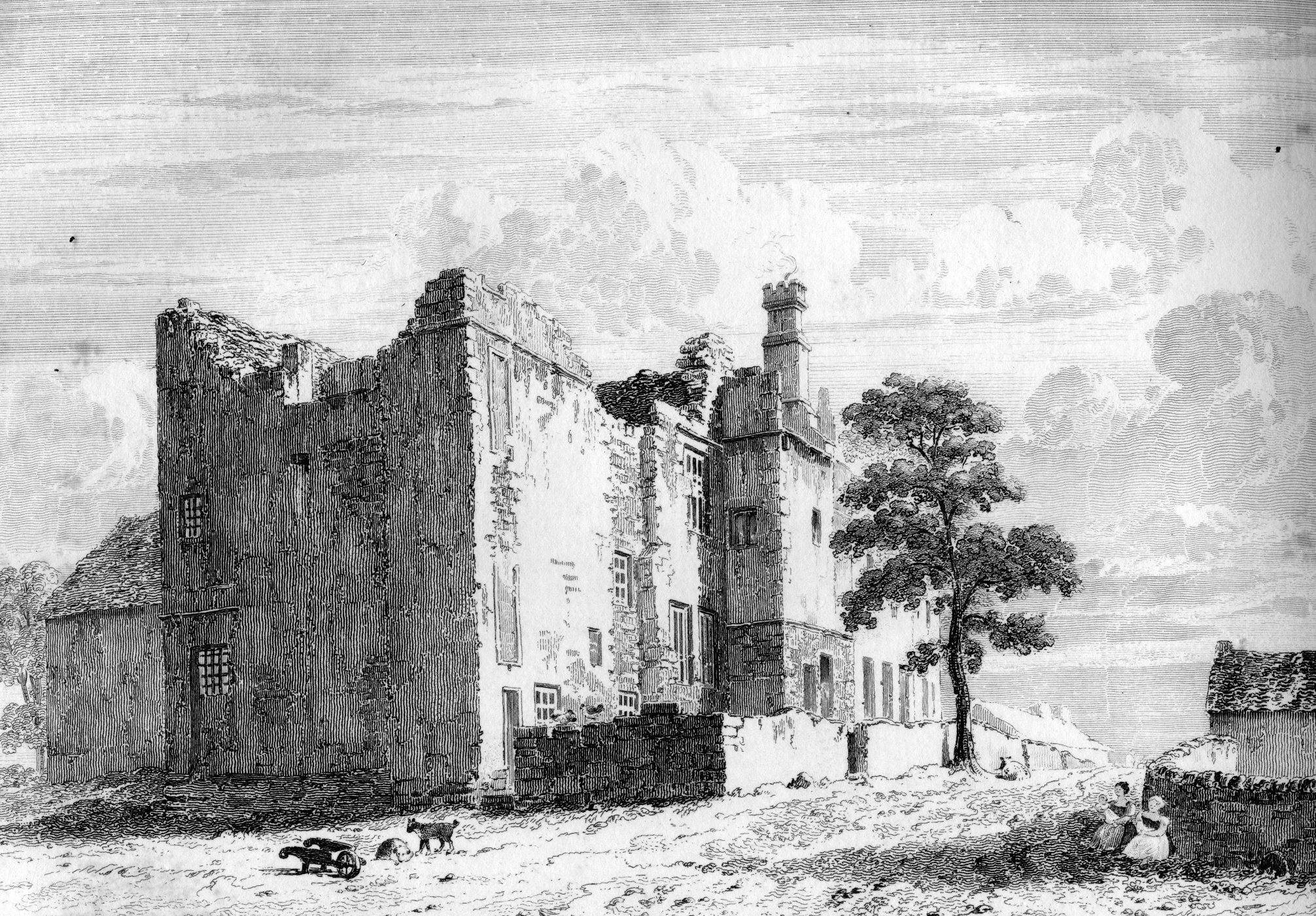
Die Ruine von Sheffield Manor 1819

Sheffield Manor, auch Manor Lodge oder Manor Castle genannt, ist die Ruine eines Landhauses östlich von Sheffield im englischen Verwaltungsbezirk South Yorkshire. Die Lodge wurde um 1516 im damals großen Rehpark als Rückzugsort und späteres Wohnhaus für George Talbot, 4. Earl of Shrewsbury, und seine große Familie errichtet. Das Überbleibsel dieses Anwesens heißt heute Norfolk Park.

## Beschreibung
Die Überreste von Sheffield Manor schließen Teile der Küchen, die lange Galerie und das als historisches Bauwerk II*. Grades gelistete Turret House (auch Queen Mary's Tower genannt) ein, das schöne Decken aus dem 17. Jahrhundert enthält.
Es gibt Hinweise, dass das Turret House 1574 gebaut wurde; die Konten des Earl of Shrewsbury weisen für diese Zeit Zahlungen für Maurerarbeiten am „Tyrret“ des Sheffield Manor auf. Das Turret House hat drei Geschosse mit jeweils zwei Räumen. Die Treppe in einer Ecke des Gebäudes führt bis zum Dach. Dieses war wohl als Aussichtsplattform ausgelegt und ist vergleichbar mit dem „Hunting Tower“ von Chatsworth House.

## Maria Stuart

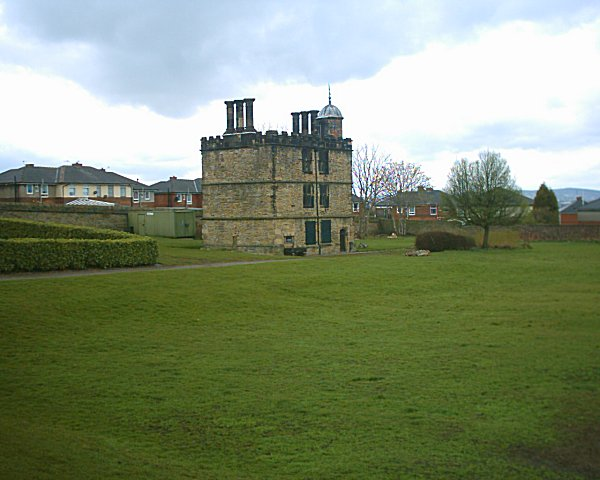
Turret House des Sheffield Manor

Maria Stuart wurde von George Talbot, 6. Earl of Shrewsbury, sowohl in Sheffield Manor als auch auf Sheffield Castle gefangen gehalten. Ihr Geist soll heute noch im Turret House spuken. Wolsey's Tower wurde als Wohnung für Kardinal Wolsey gebaut, der dann nach seiner Reise weiter nach Leicester starb.
Maria Stuart kam 1568 nach ihrer Niederlage in der Schlacht von Langside auf der Suche nach Unterstützung durch den katholischen Adel nach England. Marias Freiheit wurde eingeschränkt, nachdem ihre Base Elisabeth I. über die Bedrohung informiert wurde, die Maria für deren Krone darstellte.
Am 4. Februar 1569 wurde sie in die Obhut des 6. Earls of Shrewsbury übergeben. Sie wurde aber nicht streng bewacht und konnte mit Hilfe von Thomas Howard, 4. Duke of Norfolk, und anderer Mitglieder des katholischen Adels gegen Elisabeth intrigieren. Etliche Male musste Maria zu Orten gebracht werden, die größere Sicherheit und strengere Kontrollen ermöglichten.
Am 28. November 1570 wurde sie auf Tutbury Castle, das ebenfalls dem Earl of Shrewsbury gehörte, gebracht, wo sie mit Ausnahme einiger Unterbrechungen in Chatsworth House und Buxton sowie öfteren Besuchen in Sheffield und in Sheffield Manor 14 Jahre verbrachte.
Trotz Marias Aktionen gegen sie schien Elisabeth doch den Anspruch ihrer Base auf den schottischen Thron zu unterstützen. So schrieb Maris regelmäßig an ihre Unterstützer in Schottland, bat sie um Treue und darum, auf die Hilfe zu warten, die Elisabeth ihrer Meinung nach gewähren würde. Zwei von Marias Briefen liegen heute in den Archiven von Sheffield.
Der 4. Duke of Norfolk, der erst kürzlich aus dem Tower of London entlassen worden war, wurde bei der Verabredung mit dem päpstlichen Gesandten Roberto di Ridolfi erwischt, einen katholischen Aufstand in England zustande zu bringen. Das Parlament forderte die Hinrichtung sowohl von Maria Stuart als auch des Duke of Norfolk. Zu diesem Zeitpunkt wurde noch nichts gegen Maria Stuart unternommen, aber der Duke of Norfolk wurde 1572 geköpft.
1582, als Maria immer noch in Sheffield einsaß, wurde eine Inventarliste aller Haushaltsgegenstände und des Mobiliars von George, Earl of Shrewsbury, erstellt. Die Liste beschreibt das Haus und seinen Inhalt und vermittelt einen Eindruck der Räume des Hauses in dieser Zeit. Erwähnt werden eine Kapelle, eine Vorhalle, die in den Rittersaal überging, ein Schrank, die Schlafkammer des Hausherrn und eine äußere Kammer, die Schlafkammer der Dame des Hauses, ein Backhaus, ein Brauhaus, eine Speisekammer, ein Waschhaus und unteres Waschhaus, ein Rundturm, ein eckiger Turm und eine Tourelle, Rundtürme an beiden Seiten des Torhauses und Mauern entlang dem Burggraben, eine Portiersloge, ein Verlies, ein quadratischer Raum, eine kleine Küche, eine alte Küche, ein Hundezwinger und eine Reihe von Ställen.
Ebenfalls in der Inventarliste aufgeführt sind die „Sachen“ der „Königin von Schottland und ihrer Leute“. Maria hatte eine große Entourage, die über die Zeit gewissen Veränderungen unterlag und aus Schotten, Franzosen, englischen Freunden und Dienern bestand. Die Liste der Räume für „ihre Leute“ schließt die des Haushaltsvorstandes, eines gewissen Mr Burgon als ihrem Arzt und eines gewissen Mr Jarvys als ihrem Wundarzt ein.
Der Bericht von 1582 führt auch die Ausstattung „in the hawle at the Poandes“ auf, das heute „Old Queen's Head“ (ein Pub) genannt wird.
Im August 1584 schenkte Königin Elisabeth endlich der Petition von Earl George Gehör und entließ ihn aus seiner Pflicht, sich um Maria zu kümmern. Diese Pflicht hatte ihn seine Ehe, seine Gesundheit und seine Chancen auf eine politische Karriere gekostet. Nachdem Maria Sheffield verlassen hatte, wurde sie nach Wingfield Manor in Derbyshire zu ihrem neuen Bewacher, Sir Ralph Sadler und dann nach Tutbury gebracht. Von dort kam sie nach Chartley Manor in Staffordshire, wo sie in die Babington-Verschwörung verwickelt wurde.

## Duke of Norfolk
Nachdem Sheffield Manor in die Hände des Duke of Norfolk gefallen war, wurde es vernachlässigt, an Lehensnehmer verkauft und 1706 größtenteils abgerissen. Einige verbleibende Mauern und ein Fenster wurden von Robert Marnock 1839 entfernt und auf das Gelände des Queen's Tower im Norfolk Park verbracht. 1953 verpachtete der Duke of Norfolk Estate das Anwesen für 999 Jahre an die Stadtverwaltung von Sheffield.

## Restaurierungsplan
2004 wurde das Gebäude in der Sendereihe Restoration der BBC behandelt und die National Lottery sollte den Umbau in ein Museum und eine traditionelle Farm unterstützen. Das Wohngebiet Manor ist nach dem Sheffield Manor benannt. Green Estate, das vom Manor and Castle Development Trust und vom Sheffield Wildlife Trust gegründet wurde, hat £ 1,25 Mio. vom Heritage Lottery Fund erhalten, um das Anwesen in eine Touristenattraktion umzugestalten.